# Pierreville (Quebec)
Pierreville es un municipio canadiense situado en la provincia de Quebec.

## Superficie
Pierreville tiene una superficie de 77,71 km².

## Demografía
En 2021, tenía 2104 habitantes, una densidad poblacional de 27,1 hab./km², y 1196 viviendas.